# Базяк, Евгениуш
Евгениуш Базяк (пол. Eugeniusz Baziak, 8 марта 1890, Тернополь — 15 июня 1962, Варшава) — польский церковный деятель. Епископ (1929). Доктор теологии (1921).

## Биография
Родился в Тернополе, ныне Украина (тогда Королевство Галиции и Лодомерии, Австро-Венгрия) в семье судебного чиновника.
Учился в польскоязычной Тернопольской народной школе имени Конарского (1897—1903), затем — в Первой тернопольской гимназии. В 1908 году поступил в Львовскую римско-католическую духовную семинарию и одновременно на теологический факультет Львовского университета. В 1912 году рукоположен в сан священника, назначен викарием приходского костёла в Жолкве. В 1917 году мобилизован в австрийскую армию, где служил капелланом.
В 1914—1919 годы был викарием в Тернополе В 1921 году во Львовском университете защитил докторскую диссертацию по теологии. В 1925 — получил статус апостольского протонотария и почётного каноника Львовской митрополичьей капитулы. В 1924—1939 годы был вице-ректором и ректором римско-католической духовной семинарии во Львове. В 1933 году Папа Пий XI назначил Базяка львовским епископом-суфраганом.
После смерти архиепископа Болеслава Твардовского в ноябре 1944 года стал львовским архиепископом. Во время советского и гитлеровского оккупационных режимов (1939—1944) пытался тайно проводить обучение в семинарии, выполнял архиерейскую хиротонию. В 1945 году неоднократно находился на допросах в советских органах безопасности. В том же году совершил перевод в Польшу Духовной семинарии, митрополичьей курии и архива. В следующем году оставил Львов и перенёс двор архиепархии в город Любачев, который также входил в Львовскую архиепархию, однако после установления польско-советской границы оказался на территории Польши. С 1958 года одновременно руководил Краковской епархией.
Вследствие антицерковной политики польской коммунистической власти в 1952 году был взят по арест в Кракове, но в следующем году освобожден по состоянию здоровья. 28 сентября 1958 года рукоположил в сан епископа Кароля Войтылы — будущего Папу Иоанна Павла II. Умер 15 июня 1962 года в Варшаве. Похоронен в Кракове в соборе Святых Станислава и Вацлава.